# 旧米特韦达
旧米特韦达（德語：Altmittweida）是德国萨克森州的市镇，隶属于中萨克森县。总面积为14.07平方千米，截至2023年12月31日总人口为1,903人。